# Nordgermanische Religion
Als nordgermanische Religion wird die Gesamtheit von Kulten und diesen zugrunde liegenden religiösen Vorstellungen verstanden, die in vorchristlicher Zeit im skandinavischen Raum verbreitet waren.

## Hintergrund
Da die textliche Überlieferung erst in christlicher Zeit beginnt, ist die Urform der Religion im Filtrat der Übermittlung kaum fassbar, so finden sich z. B. die eddischen Nornen eher als Entsprechung zu den römischen Parzen. Die Edda-Geschichten sind literarisch gestaltete Episoden mit Göttern in der Hauptrolle. Sie sind, wie der niederländische Altgermanist und Religionswissenschaftler Jan de Vries sagt, „Spekulation und dichterische Phantasie“. Sie sind nicht notwendigerweise repräsentativ für das kollektive Bewusstsein.
Geografisch umfassen die Überlieferungen ein Gebiet, das vom nördlichsten Norwegen bis Mitteleuropa reicht. Während einige religiöse Kulte tatsächlich über diese gesamte Region verbreitet gewesen zu sein scheinen, dürften andere nur lokal ausgeübt worden sein. Eine Kulttopographie oder eine regionale Religionsgeschichte ist mit diesem Material nicht zu erstellen. Eine flächendeckende Verallgemeinerung von Überlieferungen, die bestimmte Kultorte betreffen, ist kritisch zu betrachten.
Beschrieben werden können, soweit die Quellen es erlauben, der Glaube und die religiöse Praxis. Die (damals) gelebte Religion war mit einem lebendigen Mythos bei der Ausübung des Kultes verbunden. Die Trennung von Religion und Mythos ergibt sich durch die geschichtliche Entfernung. Erst aus dem Abstand der Überlieferung wurde der Mythos zur Dichtung.
Laut Karl Marx sind Religionen „Ausdruck der gesellschaftlichen Praxis“ ihrer Gläubigen. Da es sich bei den Nordgermanen um Ackerbauern handelt, ist der zugehörige Religionstyp die Ackerbauerreligion, wie sie als Typ ähnlich auch bei anderen Ackerbauern bestand.

## Vorwikingische Zeit

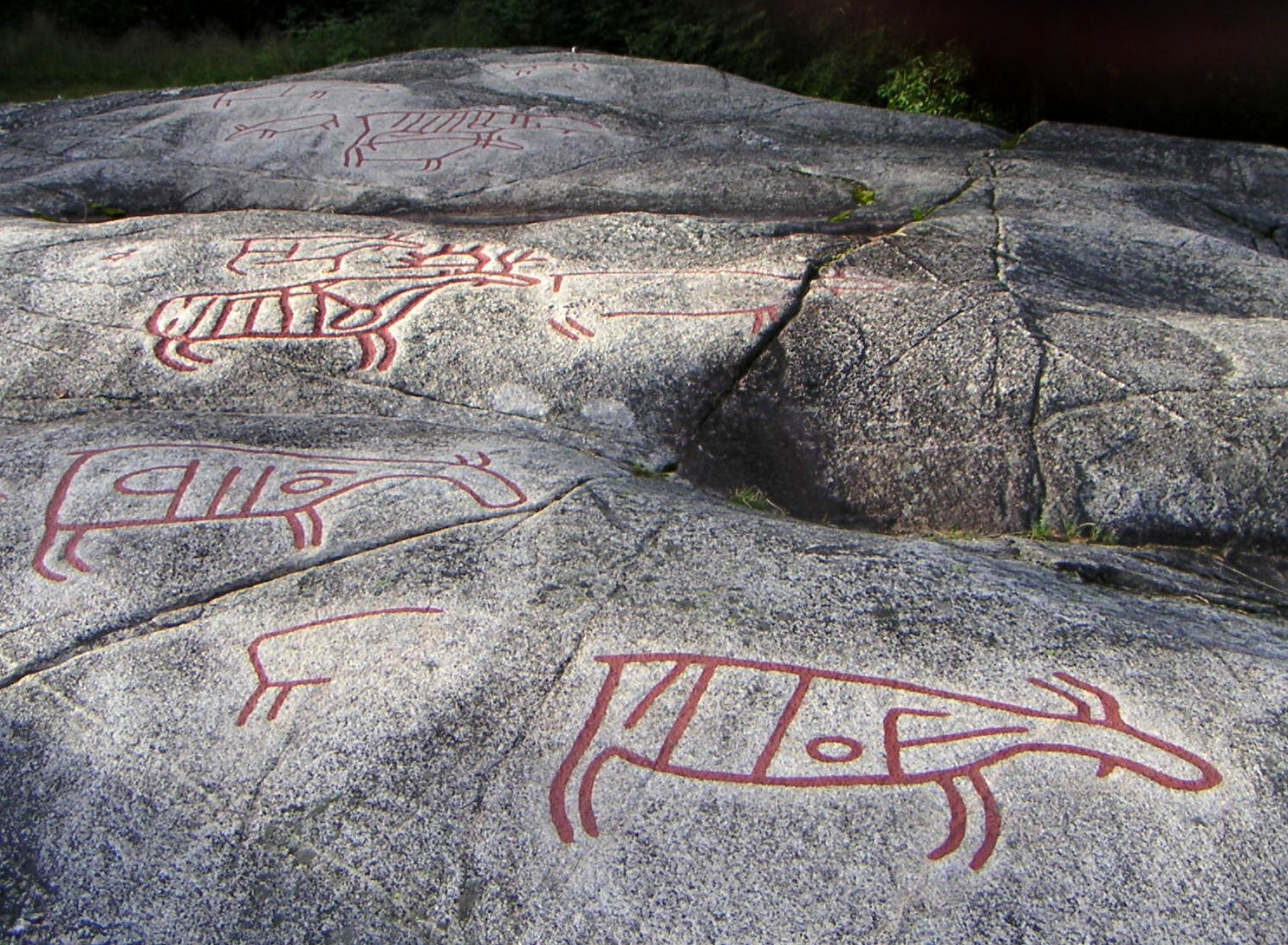
Die Linien in den Körpern werden als magische Lebenslinien gedeutet

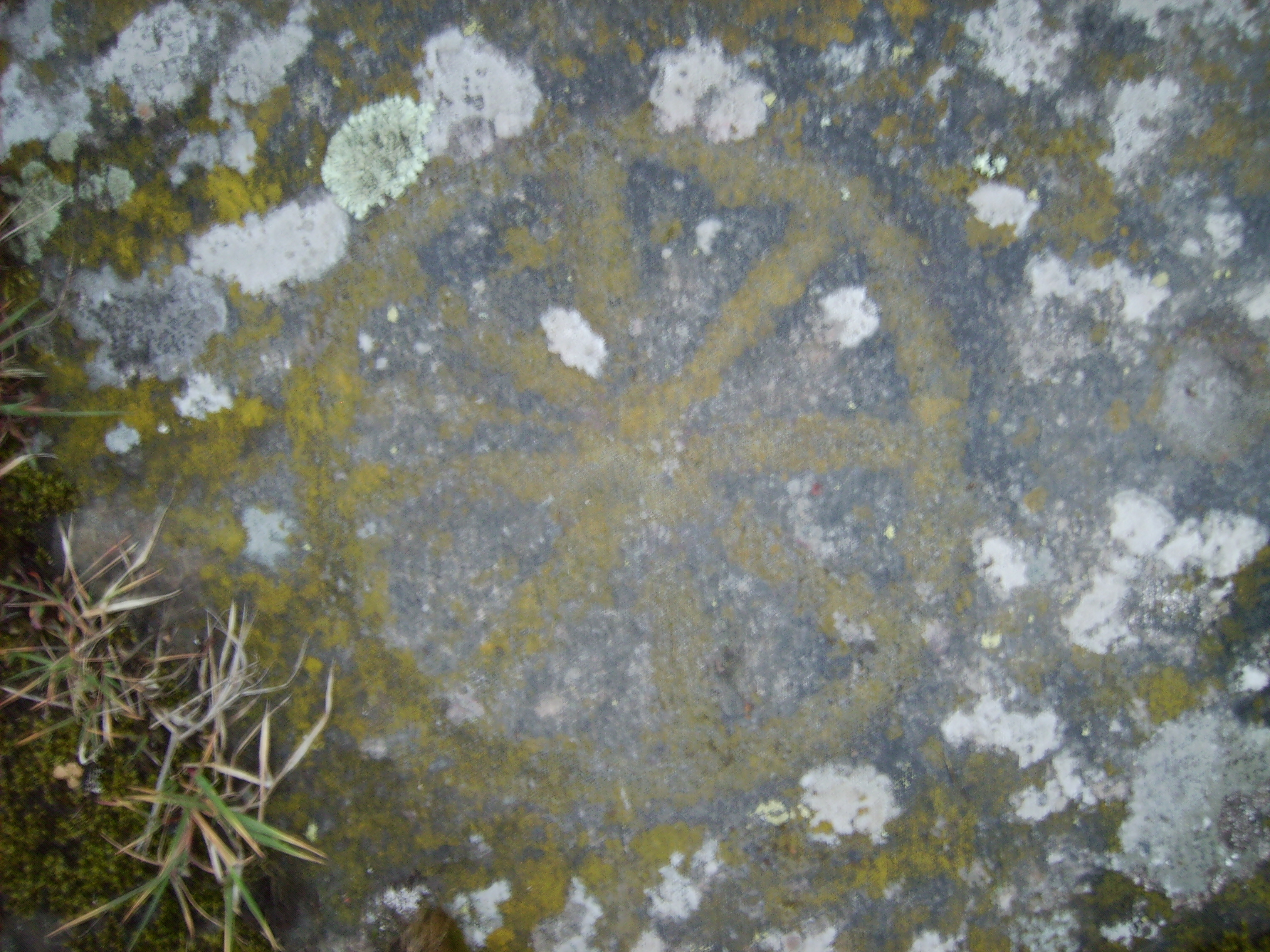
Sonnenzeichen als Felsritzung

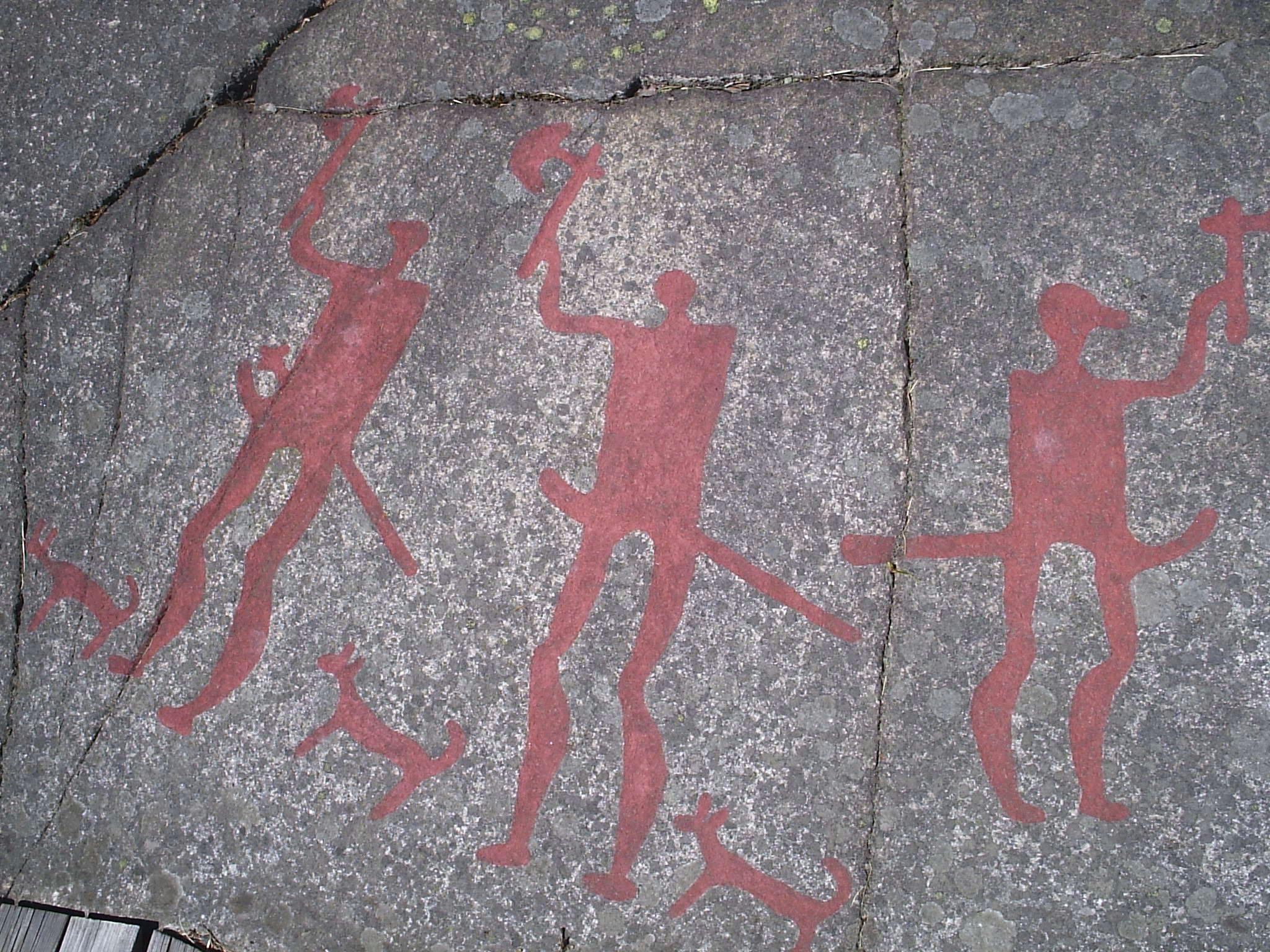
Darstellung eines Fruchtbarkeitsrituals

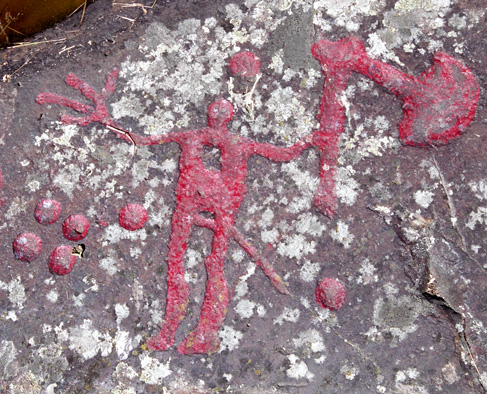
Figur mit Strahlenhand und Blitzaxt

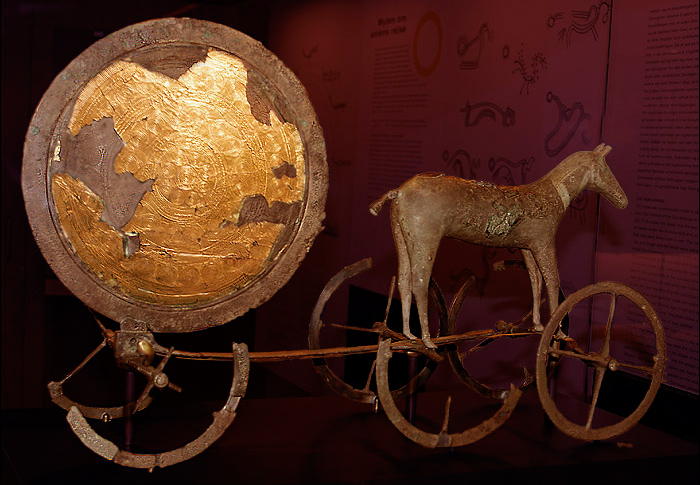
Sonnenwagen von Trundholm

Für die religiöse Praxis der Stein- und Bronzezeit in Skandinavien gibt es keine erzählenden Quellen. Vielmehr ist man auf die Deutung von Felszeichnungen, wie sie beispielsweise im Grab von Kivik gefunden wurden, und auf Grabbeigaben angewiesen. Weitere Quellen sind die archäologischen Funde an Begräbnis- und Opferplätzen. Außerdem zieht man Schlüsse aus bekannten Vorstellungen von Völkern ähnlicher Entwicklungsstufe.
Danach geht man davon aus, dass die damaligen Menschen, soweit sie mittelneolithische Jäger und Sammler waren, mit einer für diese „gesellschaftliche Praxis“ typischen Religion die Erscheinungen um sie herum nicht als separate Einheiten betrachteten, sondern von einem inneren mystischen Zusammenhang ausgingen. Ähnliches war miteinander verwandt. Das galt auch zwischen Menschen und dem jagdbaren Wild. So musste die Jagd mit religiösen Zeremonien vorbereitet werden. Man deutet die Felsritzungen mit jagdbarem Wild in diesem Zusammenhang. Dafür sprechen Linien in den Umrissen jagdbarer Tiere, die sich auch in entsprechenden Zeichnungen heute lebender Jägerkulturen finden. Als weiteres Indiz wird die Lage der Zeichnungen angesehen: Sie sind häufig an steilen Felswänden und schwer zugänglichen Stellen im Norden Skandinaviens angebracht, wo die jagende Bevölkerung weiter bestand, als im Süden bereits der Ackerbau einzog (etwa 4000 v. Chr.). In Vingen bei Bremanger (Westnorwegen) befinden sich ungefähr 4000 Hirsch- und Rentierzeichnungen an einer steil abfallenden Felswand. Alle Tiere richten ihren Kopf nach dem Wasser unterhalb der Felsen. Dies soll mit der Jagdmethode zusammenhängen, bei der man die Tiere über die Felswand trieb. Die Grabfunde aus der älteren Steinzeit sind zu dürftig, um daraus religiöse Vorstellungen abzuleiten. Allenfalls die Nähe der Begräbnisstellen zu den Siedlungen lassen auf ein vertrauensvolles Verhältnis zwischen Lebenden und Toten schließen.

### Jüngere Steinzeit
In der jüngeren Steinzeit weisen die Grabbauten mit ihrer Ausstattung auf einen ausgeprägten Kult hin. Man nimmt an, dass beim Vordringen der Ackerbauern die Jäger und Sammler verdrängt wurden. Aus dieser Zeit stammen die ersten Moorfunde. Sie werden als Opfergaben angesehen. Speisevorräte in den Grabbauten lassen darauf schließen, dass man glaubte, die Toten würden ein dem irdischen Leben vergleichbares Leben weiterführen. Dies ist nur für die Oberschicht nachweisbar, allerdings gab es keine Kastenreligion. Was mit den übrigen Menschen nach dem Tode geschah, darauf gibt es archäologisch keine Hinweise. Die Menschengruppe, die man der Streitaxtkultur zurechnet, begruben ihre maßgeblichen Toten mit geringerem Aufwand in hockender Stellung.

### Bronzezeit
In der nordischen Bronzezeit (ab 1500 v. Chr.) entstanden Grabhügel mit teils mächtigen Dimensionen und die Sitte der Brandbestattung kam auf. Später verschwand sie wieder, um erneut aufzutreten. Welche religiösen Vorstellungen hinter der Veränderung liegen, ist unbekannt. Man vermutet, dass die vorherige, körperliche Auffassung von der Existenz nach dem Tod von einer mehr spirituellen Ansicht abgelöst wurde, nach welcher eine weiterlebende Seele vom Körper befreit werden musste. Erd- und Brandbestattung wurden nebeneinander oder in zeitlichem Wechsel vorgenommen. Der Sonnenwagen von Trundholm und die kreisförmigen Felszeichnungen lassen auf einen Sonnenkult schließen. Ein Nachhall davon ist in der Edda zu finden:
| Skinfaxi heitir, er inn skíra dregr dag of dróttmögu; hesta beztr þykkir hann með Hreiðgotum; ey lýsir mön af mari. | Skinfaxi heißt er, der den hellen Tag zieht über die Volkssöhne fährt; Kein Ross gilt den Reidgoten mehr, seine Mähne glänzt morgenhell. |

Die Vorstellung, dass die Sonne auf ihrer Bahn von goldglänzenden Pferden über den Himmel gezogen werde, ist im indogermanischen Raum verbreitet. Nach Oscar Almgren handelt es sich bei den Felsritzungen der Bronzezeit in aller Regel um kultische Szenen: Prozessionen, Adoranten usw. Auch die Schiffe sind keine profanen Schiffe, sondern religiöse Schiffsprozessionen. Das Umhertragen der Zeremonialaxt bei erigiertem Phallus auf der nebenstehenden Abbildung soll Fruchtbarkeit symbolisieren. Wenn Ström damit recht hat, dass Figuren mit überdimensionalen Händen und besonders großer Axt den Himmelsgott darstellen sollen, ergäbe sich daraus eine wie bei allen Ackerbaukulturen existente anthropomorphe Gottes-/Göttervorstellung.
Während der Bronzezeit war das Moor bevorzugte Opferstätte. Besonders die dänischen Funde weisen geopferte Pferde, Rinder, Schafe und Schweine auf, auch Menschenopfer sind nachgewiesen.

### Eisenzeit
Auffallend ist, dass in der Älteren Eisenzeit in den norwegischen und schwedischen Gräberfeldern die Frauengräber deutlich überwiegen, während in der Wikingerzeit die Männergräber in der Mehrzahl sind. Manche Forscher nehmen an, dass es sich um Gräber von Frauen mit kultischen Funktionen im Zusammenhang mit Fruchtbarkeitskulten handelt.
Zu den Funden gehört der Hjortspringfund, der auf die Zeit um 300 v. Chr. datiert wird. Die Waffen dieses Fundes wurden vorsätzlich zerstört und so niedergelegt. Die meisten Opferfunde zeigen bis ungefähr 400 n. Chr. ein ähnliches Bild.
Das vermehrte Auftreten von Bootsgräbern und Schiffssetzungen neben oder in Kombination mit Brandbestattung setzt die Linie aus der Bronzezeit fort. Man denkt sich den Toten geistig auf eine Reise gehend. Die gefundenen Boot- und Schiffssetzungen finden in der mythologischen Dichtung der damaligen Zeit keine Entsprechung. Auch lassen sich aus der Mythologie keine Hinweise auf die übrigen Steinsetzungen entnehmen. Es fällt auf, dass unter den Grabbeigaben überraschend wenig als religiös erkennbare Symbole zu finden sind. Nur hier und da findet man Thorshammer-Amulette, möglicherweise von bewussten Traditionalisten in der Missionszeit.
Orosius schildert den Opferbrauch der Kimbern und Teutonen nach der siegreichen Schlacht bei Arausio 105 v. Chr.

„uestis discissa et proiecta est, aurum argentumque in flumen abiectum, loricae uirorum concisae, phalerae equorum disperditae, equi ipsi gurgitibus inmersi, homines laqueis collo inditis ex arboribus suspensi sunt, ita ut nihil praedae uictor, nihil misericordiae uictus adgnosceret.“

„Die Kleidung zerrissen sie und warfen sie fort, Gold und Silber warfen sie in den Fluss, die Panzer zerschlugen sie, den Schmuck der Pferde zerstörten sie, die Pferde selbst ertränkten sie in der reißenden Strömung, die Menschen wurden mit einer Schlinge um den Hals in den Bäumen aufgehängt, so gut wie nichts erkannte der Sieger als Beute, kein Mitleid gab er den Besiegten.“

Die Zerstörung des Opfergutes im Sinne von endgültiger Entäußerung ist wohl schon immer gegeben gewesen, wird aber für die Eisenzeit charakteristisch. Wieweit diese Opfer allein Kriegsgottheiten vorbehalten waren, ist nicht auszumachen. Aber die zerstörten Opfergaben bestanden im Wesentlichen aus Kriegsgerät. Außerdem sind zahlreiche menschliche Moorleichen entdeckt worden, die in der überwiegenden Zahl den Tod durch Erhängen gefunden haben. Das lässt darauf schließen, dass sie Odin geweiht waren. Folke Ström weist noch auf eine weitere Interpretation der Menschenopfer hin, die vertreten wird: Tacitus berichtet im 14. Kapitel der Germania von dem Kult für die Erdgöttin Nerthus. Sie wird in der Edda zum männlichen Gott Njörðr. Dieser Wechsel wird so gedeutet, dass es sich ursprünglich um ein Götterpaar gehandelt habe, bei dem zur Zeit des Tacitus nur die Göttin von Bedeutung war, weshalb der Gewährsmann des Tacitus den männlichen Partner nicht erwähnt habe. In der Edda ist das Götterpaar ein Geschwisterpaar. Manche meinen, dass der männliche Repräsentant nach Vollzug der heiligen Hochzeit getötet worden sei, um das heilige Geheimnis zu bewahren. Wichtiges religiöses Element ist aber die Rundreise des Nerthus-Wagens durch die Felder in den Gebieten ihrer Verehrung, die die Fruchtbarkeit des Landes sicherstellen soll. Eine Parallele findet sich in der Ögmundar þáttur dytts: Der landflüchtige Gunnar helming kommt ins heidnische Schweden, wo man Freyr als Hauptgott verehrt. Dieser hatte eine junge Priesterin, die sein Heiligtum verwaltet. Diese bat Gunnar um Schutz. Sie behielt ihn bei sich, und er begleitete sie neben dem Götterbild auf ihrer Rundfahrt durch das Land zur Hebung der Fruchtbarkeit. Sie wird schwanger, die Schweden werden nach anfänglicher Begeisterung misstrauisch, und er muss fliehen. Diese an sich unhistorische und schwankhafte Abenteuererzählung baut auf der erwähnten Rundreise des Götterbildes, die demnach als bei den Lesern bekannt vorausgesetzt wird. Man darf davon ausgehen, dass sowohl die Rundfahrt der Fruchtbarkeitsgottheit als auch der kultische Beischlaf in diesem Zusammenhang sehr weit verbreitet war. Bei der Frage, ob die erhängten Moorleichen Odin oder der Fruchtbarkeitsgottheit geweiht waren, ist auch noch die anonyme Historia Norvegiae heranzuziehen. Dort wird über den Ynglinger-König Domaldi berichtet, dass er als Opfer für die Göttin Ceres aufgehängt wurde. Ceres ist die lateinische Entsprechung zu einer in Schweden zwar nicht näher identifizierbaren Fruchtbarkeitsgöttin.

## Die Götterwelt der Germanen
Dies vorausgeschickt lässt sich folgendes für die Wikingerzeit ausmachen:
Man wird diese unter nordische Mythologie referierten Mythen nur mit Vorbehalt als Grundlage der nordgermanischen Religion ansehen dürfen. Denn auf der einen Seite sind die Namen zweifellos sehr alt, auf der anderen Seite handelt es sich aber auf weiten Strecken um intellektuelle Dichtung einer königlichen Kriegerkaste, so z. B. die Institution des Walhall. Auch dass Odin um des Gewinns der Weisheit willen ein Auge verpfändete, dürfte der ursprünglichen bäuerlichen Gesellschaft der Bronzezeit ferngelegen haben. Vielmehr ergibt sich insbesondere aus den Brakteaten, dass die schamanische Seite wohl im Vordergrund stand. Auch das pessimistische Weltbild des Ragnarök ist sicher keine ursprüngliche Auffassung einer bäuerlichen Gesellschaft. Man kann anhand der Votivtexte von einem ausgeglichenen und zuversichtlichen Verhältnis zu den schicksalbestimmenden Mächten bei der bäuerlichen Bevölkerung ausgehen.
Die Ortsnamenkunde gibt weitere Aufschlüsse: Die Götter Ullr und Njörðr kommen als Namensbestandteile relativ häufig vor, insbesondere in der Vorwikingerzeit, was auf eine große Popularität schließen lässt, obgleich die Mythenautoren Snorri und Saxo Grammaticus fast gar nicht erwähnen. In der Wikingerzeit ist der Bestandteil Thor, Frey und Freya weit verbreitet. Aber sehr selten wird der Name Odin verwendet, was darauf schließen lässt, dass er in der Bevölkerung nicht tief verwurzelt war. In den Ortsnamen haben sich auch völlig vergessene Götter erhalten, wie die Göttin *Njärd, die Frau des Gottes Njördr in den Namen „Njärta“ und „Nälsta“.
Obgleich es viele Götter gab, so war es doch üblich, dass man einen Gott besonders bevorzugte und oft folgte dieser dem Geschlecht von Generation zu Generation, wie dies in den isländischen Familiensagas für Thor und Frey der Fall ist. Odin war der typische Gott der Könige und Häuptlinge. Mit dem Kriegsgott Tyr konnten sich eher die Bauernkrieger identifizieren, und Frey war für alle da, die eine gute Ernte brauchten. Es gab auch lokale Götter und solche für spezielle Probleme, Hausgötter, die die Heilige Birgitta in einem Brief aus dem 14. Jahrhundert als „leere Götter“ bezeichnet hat. Dazu gehören Disen, Nornen, Elfen und andere Geistwesen.
Außerhalb des Kultes standen Götter, die nur in der konstruierten Mythologie ihren Platz haben. Dazu gehören Balder, Loki und die Riesen, die gegen die Asen kämpfen.

## Religiöse Praxis
Das Leben des gläubigen Heiden war von Kulthandlungen begleitet. Die nordgermanische Religion war eine reine Kultreligion. Auf die Gesinnung kam es nicht an. Es gibt keinerlei Anzeichen für eine Frömmigkeit im heutigen Sinne.

### Archäologische Quellen
Die archäologischen Quellen sind Gegenstände, die aus der vorchristlichen Zeit überkommen sind. Sie selbst geben über ihre Verwendung und Bedeutung keine Auskunft. Vielmehr bedürfen sie der textlichen Bezüge, um gedeutet werden zu können. Wo diese fehlen, wie dies für die Gegenstände aus der Bronzezeit und der Zeit davor gilt, lässt sich zwar aus der Tatsache, dass der Gegenstand zu keinem profanen Gebrauch tauglich ist, oft (nicht immer z. B. Spielzeug, Übungsstücke) die kultische Bestimmung ableiten, aber darüber hinaus sind keine Aussagen über die Bedeutung möglich.
Die ältesten archäologischen Quellen, die über religiöse Vorstellungen Auskunft geben, sind die Begräbnisplätze. Hier lassen insbesondere Grabbeigaben wichtige Schlüsse über die Jenseitsvorstellung zu. Diese werden unter Tod und Jenseits behandelt, aber auch Gebäudegrundrisse und Funde innerhalb der Grundrisse zeigen hin und Wieder eine Überlagerung von religiösem Ritus und profanem Fest wie zum Beispiel in der Festhalle von Helgö.
Weitere archäologische Quellen sind die großen Kessel (Kessel von Gundestrup, Kessel von Rynkeby) und kostbaren Trinkhörner, z. B. die Goldhörner von Gallehus. Die Kessel entstammen der vorrömischen Eisenzeit und sind in Südskandinavien gefunden worden, sind aber keltischen Ursprungs. Ihre konkrete kultische Verwendung ist nicht bekannt. Daher lassen sich diese Quellen bislang nicht deuten.
Eine andere Gruppe sind die menschengestaltigen Holzpfähle. Sie sind nur in Mooren in Dänemark, Schleswig-Holstein, Oldenburg und Thüringen erhalten und wurden in der vorrömischen Eisenzeit und germanischen Eisenzeit gefertigt. Außerdem gibt es zwei kleine Götterstatuen aus Bronze im wikingerzeitlichen Schweden. Aus der römischen Kaiserzeit sind Bronzestatuetten römischer Götter bekannt, die ins freie Germanien importiert worden sind. Als große Ausnahme werden die Weihesteine für die Schifffahrtsgöttin Nehalennia angesehen, die sowohl eine Abbild der Göttin als auch eine Inschrift tragen, die von Kaufleuten und Schiffern stammen.
Bereits auf Felsritzungen sind Fellboote skandinavischer Jägerkulturen mit Tierköpfen am Steven abgebildet. In der Schelde wurden drei holzgeschnitzte Drachenköpfe aus der Völkerwanderungszeit gefunden. Bei einem Kopf ist am Hals noch der Zapfen erhalten, mit dem man ihn auf dem Steven aufsteckte. Nach Ulfljóts Gesetz für Island (um 1060) sollten die Schiffe, die nach Island fahren, diese Köpfe von den Steven abnehmen, sobald Island in Sicht war, damit die Landgeister nicht erschreckt würden.
Auch Darstellungen auf den Goldbrakteaten geben gewisse Aufschlüsse über die Kultpraxis.

### Textquellen
Eine wichtige Textquelle über die alltägliche heidnische Religionsausübung sind die ersten christlichen Gesetze Gulathingslov, Frostathingslov und Gutalag, die bestimmte heidnische Riten verbieten. Besonders im Gutalag aus Gotland wird im Kapitel „af blōtan“ bestraft, wer eine Gottesverehrung mit Essen und Trinken, das nicht christlicher Sitte folgt, vornimmt. Eine weitere Quelle ist Snorris Geschichte von Håkon dem Guten in der Heimskringla Kapitel 14–18. Dort werden die Opferfeste von Lade und von Møre geschildert.

#### Snorris Schilderung
Håkon war in England christlich erzogen worden. Er war auf dem Ting in Trondheim zum König gewählt worden, weil er versprochen hatte, ihre angestammten Rechte zu bestätigen. Auf dem Frostathing wollte er die Bevölkerung überreden, Christen zu werden. Das lehnten diese ab und forderten den König auf, den Göttern zu opfern. Sigurd, der Jarl von Lade, richtete nun zu Lade ein Opferfest aus. Da mussten alle Bauern der Umgegend erscheinen und ihre Verpflegung und ihr Bier mitbringen. Man schlachtete Vieh, vor allem Pferde. Das Blut wurde als Opferblut in besonderen Opferschalen aufgefangen. Mit Opferwedeln wurden die Götteraltäre und die Wände des Tempels innen und außen mit Blut besprengt. Das Fleisch wurde über Langfeuern im Tempel in Kesseln gesotten und von der Festgemeinde verzehrt. Die Bierbecher wurden über das Feuer gereicht. Der Leiter des Festes segnete die Becher und die Opferspeise. Zuerst trank man den Odins-Becher, dann die Becher des Njörd und des Freyr „til árs og friðar“ (für ein gutes Jahr und Frieden). Man trank auch auf die verstorbenen Verwandten. Der König setzte sich auf seinen Hochsitz. Als der erste Becher gereicht wurde, sprach Jarl Sigurd über ihm den Segen Odins und trank dem König zu. Dann nahm der König den Becher und schlug ein Kreuzzeichen darüber. Das empörte die Anwesenden, doch der Jarl beschwichtigte sie, es sei das Zeichen von Thors Hammer gewesen. Als man am nächsten Tag zum Essen ging, verlangten die Anwesenden, dass der König von dem Pferdefleisch esse, was dieser nun ernstlich verweigerte. Als es fast zum ernstlichen Konflikt kam, riet ihm der Jarl, über dem Henkel des Kessels, der vom Ruß ganz fettig war, den Mund zu öffnen. Der König wickelte ein Tuch um den Henkel und öffnete den Mund darüber. Dann ging er zu seinem Hochsitz zurück.
Zum Julfest kam es zu einem Opferfest in Möre. Acht Häuptlinge, vier aus der Gegend von Trondheim, vier von außerhalb, verabredeten sich, dem Christenglauben ein Ende zu machen. Die vier von außerhalb fuhren mit Schiffen nach Möre, erschlugen dort drei Priester und verbrannten ihre Kirchen. Dann fuhren sie zurück. Als der König nach Möre kam, wurde er gleich am ersten Tage von den Bauern gezwungen, vom Opferfleisch der geschlachteten Pferde zu essen. Er trank auch alle Erinnerungsbecher, diesmal ohne Kreuzzeichen.

### Der öffentliche Kult

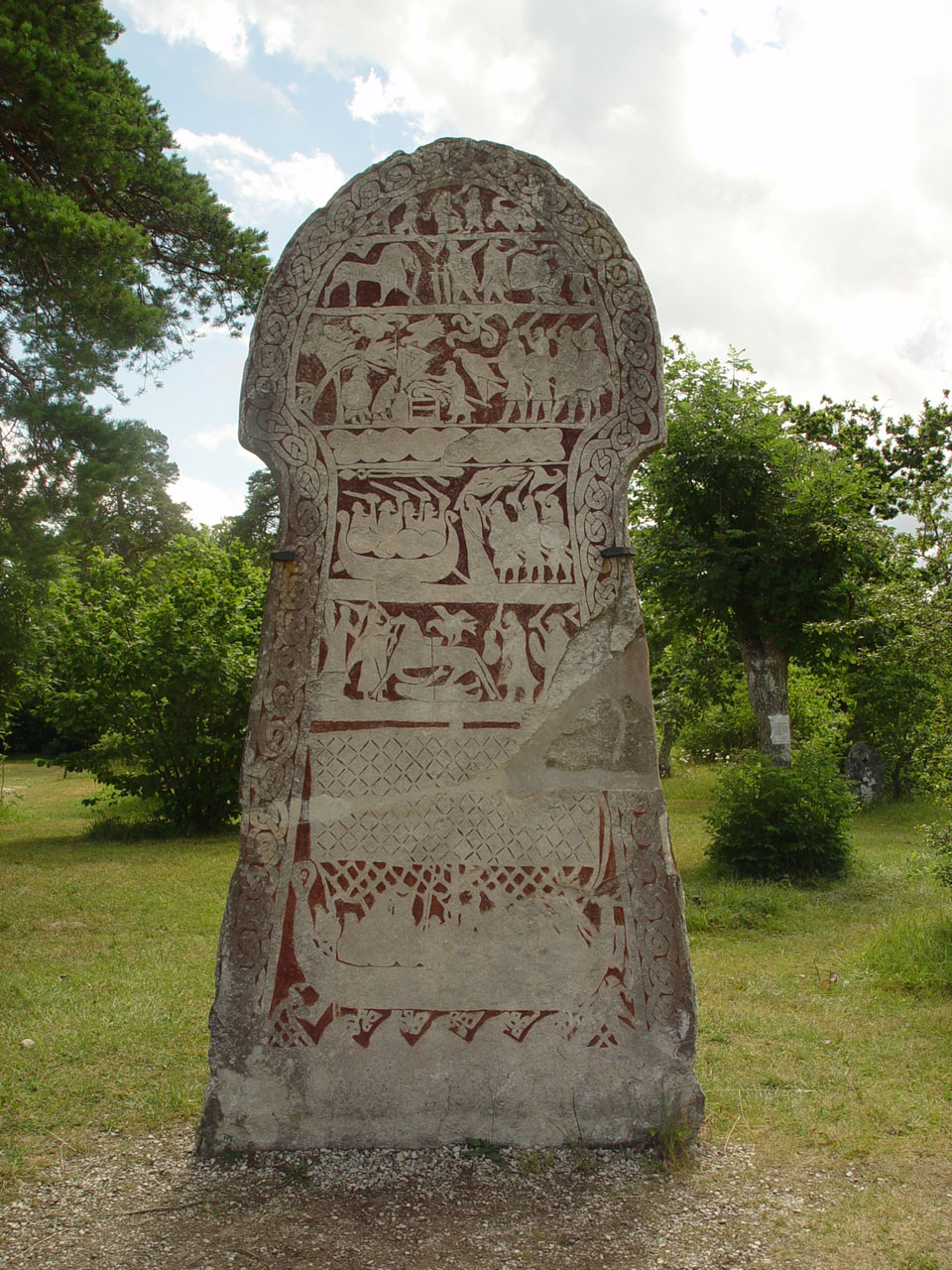
In der dritten Reihe von oben sieht man links einen Menschen an einem niedergebeugten Baum hängen. Davor ein Altar mit Opfernden, darüber ineinandergeschobene Dreiecke unbekannter Bedeutung. Rechts nähern sich Krieger mit erhobenem Schwert und bringen einen gebundenen Vogel zum Altar.